# Ганин, Евгений Владимирович
Ганин Евгений Владимирович (род. 18 октября 1980, Благовещенск) — российский боец, выступающий в тяжёлой весовой категории.

Чемпион России по К-1. Чемпион Евразии по тайскому боксу. Чемпион Мира по К-1. Чемпион Мира по тайскому боксу.

Профессиональный рекорд 42-2-0.

## Биография
Евгений родился 18 октября 1980 года в Благовещенске Амурской области.

До 5 лет жил там, потом переехал в Минск.

Окончил школу #5 в г.Слоним Гродненской области, с золотой медалью.

Поступил в АмГУ ( Амурский Государственный Университет ) по специальности - юриспруденция, окончил в 2003 году.

### Семья
- Отец — Ганин Владимир Ильич
- Мать — Ганина Тамара Ивановна
- Жена — Ганина Анна Олеговна
- Дочь — Ганина Ева Евгеньевна

## Спортивная карьера

### Ранние годы
Евгений провел детство в Белоруссии. С детства был активным мальчиком. 

До 17 лет посещал секцию футбола, входил в состав юношеской сборной Белоруссии.

### Любительская карьера
Первым тренером Евгения был Антонюк Александр Владимирович.

Провел 75 боев из которых 71 победа и 4 поражения.

Чемпион мира по тайскому боксу, город Бангкок 2011 год.

Призёр Чемпионатов Мира и Европы по К-1 - любители ( Австрия - Португалия ), организация WAKO.

### Профессиональная карьера
Провел 42 боя из которых 40 побед и 2 поражения.

Чемпион Евразии по тайскому боксу 2008 год.

Чемпион России по К-1 2009 год.

Чемпион Мира по К-1 2012 год, организация WBKF.

Чемпион Мира по К-1 2013 год, организация WBKF.

Чемпион Мира по К-1 2014 год, организация WBKF.

Чемпион Мира по К-1 2017 год, организация WBKF.

Чемпион Мира по тайскому боксу 2018 год, организация WMF.

Чемпион Мира по К-1 2019 год, организация WBKF.

Чемпион Мира по тайскому боксу 2019 год, организация WMF.